# Albert F. Shields
Albert Frank Shields (* 26. Juni 1908; † 1. Juli 1974) war ein US-amerikanischer Ingenieur.
Er stammte aus Ohio, machte seinen Abschluss am Stevens Institute of Technology und ging 1933 für seine Doktorarbeit nach Berlin an die Preussische Versuchsanstalt für Wasserbau und Schiffbau. Man gab ihm das leere Büro von Franz Eisner.
Seine Studien basierten auf den Arbeiten von Hans Kramer und Hugh John Casey (Schüler von John Ripley Freeman, die auch an der Versuchsanstalt waren). Er entwickelte den nach ihm benannten dimensionslosen Shields-Parameter zur Bestimmung des Strömungszustands, bei dem die Schleppspannung (Schubspannung) an der Flusssohle zum Einsetzen des Geschiebetriebs führt.
Nach seiner Rückkehr in die USA fand er in seinem Fachgebiet keine Arbeit und nahm die Arbeit in der Papierfabrik S&S Corrugated Paper Machinery Co., Inc. in Brooklyn  wieder auf, wo er einige Patente erwarb. Um 1968 bis 1971 lebte er in Forest Hills, New York.

## Veröffentlichungen
- Anwendung der Ähnlichkeitsmechanik und der Turbulenzforschung auf die Geschiebebewegung; In Mitteilungen der Preußischen Versuchsanstalt für Wasserbau und Schiffbau, Heft 26 (Online; PDF; 3,8 MB)
- Englische Übersetzung von W. P. Ott and J. C. van Uchelen (Online; PDF; 7,9 MB)